# Тюснес
Тюснес (норв. Tysnes) — коммуна в губернии Хордаланн в Норвегии. Административный центр коммуны — город Уггдал. Официальный язык коммуны — нюнорск. Население коммуны на 2007 год составляло 2773 чел. Площадь коммуны Тюснес — 255,18 км², код-идентификатор — 1223.

## История населения коммуны
Население коммуны за последние 60 лет.